# Servius Sulpicius Galba (praetor)
Servius Sulpicius Galba (Kr. e. 1. század) ókori római politikus, katonatiszt, az előkelő patricius Sulpicia gens Galba családjának tagja, a későbbi Galba császár dédapja volt. Apja, a hasonló nevű Servius Sulpicius Galba Kr. e. 108-ban consul volt.
Kr. e. 58-ban Caius Iulius Caesar alatt szolgált a gall háborúban, és a hadvezér parancsára a Rhône-völgy felső részén élő nantuaták, veragrusok és sedunusok ellen vonult, akiket legyőzött, majd visszatért az allobroxok földjére. Kr. e. 54-ben praetor urbanus volt, majd jelöltette magát Kr. e. 49 consuljának, de nem választották meg. Noha Caesar a barátja volt, Suetonius szerint részt vett az életét kioltó Kr. e. 44-es összeesküvésben. Decimus Iunius Brutus Albinus és Marcus Tullius Cicero barátja lévén Kr. e. 43-ban részt vett a mutinai háborúba Marcus Antonius ellen. A háborúról Cicerónak írt levele fennmaradt.